# Heidelberský hrad
Heidelberský hrad (německy: Heidelberger Schloss) je zřícenina středověkého hradu v německém městě Heidelberg. Architektonicky významné a ceněné byly jeho renesanční dostavby. Nachází se 80 metrů nad městem, v severní části svahu Königstuhl, díky tomu dominuje panoramatu starého města. Lze se k němu dopravit lanovkou Heidelberger Bergbahn, která vede z heidelberského Kornmarktu na vrchol Königstuhlu. První písemná zmínka o hradu (latinsky: „castrum in Heidelberg cum burgo ipsius castri“) je z roku 1214, kdy jej Ludvík I. Bavorský z rodu Wittelsbachů obdržel od císaře Fridricha II. Od té doby na něm sídlili falčtí kurfiřti.

## Dějiny
Někdy po roce 1294 byl hrad rozšířen na de facto dva hrady, horní a dolní. V roce 1400 prestiž hradu velmi stoupla, když z něj Ruprecht III. Falcký učinil sídlo římského krále. V roce 1537 horní hrad vyhořel po zásahu blesku. Pro české dějiny je důležité, že na hradě sídlil Fridrich Falcký, který byl odtud vzbouřenými českými stavy povolán na český trůn roku 1619. Za třicetileté války, která byla důsledkem této události, byly proti hradu poprvé použity zbraně. Hrad dobyla Katolická liga pod velením Jana Tserclaese Tillyho v roce 1622. Pak ho dobyli Švédové, poté zase císařští. Klidnější časy přišly až roku 1649, kdy se po konci války na hradě znovu usadil falcký kurfiřt. 
Roku 1650 začaly být dostavovány renesanční budovy. Již roku 1688 však přišla další pohroma, když si na falcké země začali dělat nárok Francouzi (tzv. Devítiletá válka). Ti načas hrad obsadili a při ústupu se rozhodli ho zapálit. Došlo k obnově, ale roku 1689 Francouzi hrad dobyli znovu a k jeho destrukci tentokrát použili i trhaviny. Po konci války se uvažovalo i o zboření hradu, ale Karel III. Filip Falcký se nakonec rozhodl k jeho přestavbě v reprezentativní barokní palác. V roce 1720 se však katolický Karel dostal do konfliktu s protestanty v Heidelbergu, přesunul celý svůj dvůr do Mannheimu a ztratil o hrad veškerý zájem. Karlův nástupce Karl Theodor plánoval přestěhovat dvůr zpět na Heidelberg, ale 24. června 1764 do hradu dvakrát za sebou udeřil blesk a znovu hrad zapálil, Karl Theodor to považoval za nebeské znamení a změnil své plány. Od té doby hrad chátral. 
Již v roce 1767 se v jižní zdi těžil kámen na stavbu zámku Schwetzingen. V roce 1784 byly zasypány klenby v Ottoheinrichově křídle a zámek začal být měšťany využíván jako zdroj stavebního materiálu. Falc se roku 1803 dostala do správy Bádenska a její vláda uvažovala o zbourání hradu. Proti tomu plamenně protestoval dramatik August von Kotzebue, rozhodující kroky k zachování hradu učinil francouzský hrabě a sběratel Charles de Graimberg, průkopník ideje památkové péče a také moderního památkového turismu. Zhruba ve stejné době začaly o hradní zříceninu jevit zájem romantičtí umělci, maloval ho například William Turner. Hrad ve svých textech oslavili Victor Hugo nebo Mark Twain. Na konci 19. století bylo již památkové hnutí tak silné, že se hrad dočkal první státní rekonstrukce, jež proběhla v letech 1897 až 1900 pod vedením architekta Carla Schäfera za tehdy astronomických nákladů 520 000 marek. Pozoruhodné bylo, že tato přestavba se nesoustředila na dostavbu hradu, ale na konzervaci zříceniny. 